# Dans l'ombre de Mary
Pour plus de détails, voir Fiche technique et Distribution.
Dans l'ombre de Mary : La Promesse de Walt Disney ou Sauvons M. Banks au Québec (Saving Mr Banks) est un film biographique américano-britannico-australien réalisé par John Lee Hancock, sorti en 2013.

## Synopsis
En Californie, au début des années 1960, le producteur hollywoodien Walt Disney fait un premier pas dans sa quête, commencée vingt ans auparavant, pour obtenir les droits d'adaptation cinématographique de la série de livres pour enfants Mary Poppins de la romancière Pamela L. Travers. L'auteure accepte de venir en Californie rencontrer le producteur, qui souhaite tenir une promesse faite à ses filles. Alors que le studio, célèbre pour ses productions animées, commence l'adaptation du roman, l'équipe de scénaristes, qui comprend Don DaGradi et les frères Sherman, duo de compositeurs, est confrontée aux exigences de Pamela L. Travers, de plus en plus difficile à contenter.
Mais ce travail plonge l'auteure dans les souvenirs en partie refoulés de son enfance en Australie entre un père banquier alcoolique mort prématurément et une mère dépassée qui tente de se suicider.

## Fiche technique
- Titre original : Saving Mr Banks
- Titre français : Dans l'ombre de Mary : La Promesse de Walt Disney
- Titre québécois : Sauvons M. Banks
- Réalisation : John Lee Hancock
- Scénario : Kelly Marcel et Sue Smith (en)
- Musique : Thomas Newman
- Conseiller musical : Richard M. Sherman
- Direction artistique : Michael Corenblith (en)
- Décors : Lauren E. Polizzi
- Costumes : Daniel Orlandi (en)
- Montage : Mark Livolsi (en)
- Photographie : John Schwartzman (en)
- Production : Ian Collie, Alison Owen et Philip Steuer
- Sociétés de production : BBC Films, Essential Media and Entertainment (en), Hopscotch Features, Ruby Films et Walt Disney Pictures
- Sociétés de distribution : Walt Disney Studios Motion Pictures International
- Budget : 35 millions de dollars
- Pays d’origine :  États-Unis /  Royaume-Uni /  Australie
- Langue originale : anglais
- Format : couleur - 35 mm - 2,35:1 - son Dolby numérique
- Genre : biopic
- Durée : 125 minutes
- Dates de sortie[1] :
  - Royaume-Uni : 20 octobre 2013 (première mondiale en clôture du Festival du film de Londres)[2], 29 novembre 2013 (sortie nationale)
  - États-Unis / Canada : 13 décembre 2013 (sortie limitée), 20 décembre 2013 (sortie nationale)
  - Australie : 9 janvier 2014
  - Belgique : 26 février 2014
  - France : 5 mars 2014[3]

## Distribution
- Emma Thompson (VF : Frédérique Tirmont ; VQ : Élise Bertrand) : Pamela L. Travers
- Tom Hanks (VF et VQ : Jean-Philippe Puymartin) : Walt Disney
- Colin Farrell (VF : Boris Rehlinger ; VQ : Martin Watier) : Travers Robert Goff
- Annie Buckley (VF : Coralie Thuilier ; VQ : Kaly Roy) : Helen Goff (Pamela L. Travers enfant)
- Paul Giamatti (VF : Philippe Peythieu ; VQ : Pierre Auger) : Ralph
- Jason Schwartzman (VF : Jean-Christophe Dollé ; VQ : Hugolin Chevrette-Landesque) : Richard M. Sherman
- Bradley Whitford (VF : Bernard Alane ; VQ : Frédéric Desager) : Don DaGradi
- Ruth Wilson (VF : Ingrid Donnadieu ; VQ : Émilie Bibeau) : Margaret Goff
- Rachel Griffiths (VF : Anne Massoteau ; VQ : Catherine Hamann) : tante Ellie
- Kathy Baker (VF : Pauline Larrieu ; VQ : Claudine Chatel) : Tommie
- B. J. Novak (VF : Alexis Tomassian ; VQ : David Laurin) : Robert B. Sherman
- Andy McPhee (VF : Frédéric Cerdal ; VQ : Jean-Marie Moncelet) : M. Belhatchett
- Kimberly D'Armond : Katie Nanna (Katie Nounou)
- Claire Bocking : Nanny Claire
- Victoria Summer : Julie Andrews (caméo)
- Kristopher Kyer (en) : Dick Van Dyke
- Dendrie Taylor (de) : Lillian Disney
- Lily Bigham : Biddy
- David Ross Paterson : le docteur
- Michelle Arthur (en) : Polly
- Luke Baines (en) : un serveur
- Michael Swinehart : un portier d'hôtel
- Ronan Vibert (VF : Bernard Lanneau ; VQ : Jacques Lavallée) : Diarmuid Russell
- Melanie Paxson (VF : Véronique Alycia ; VQ : Aline Pinsonneault) : Dolly

Source et légende : Version française (VF) sur RS Doublage et AlloDoublage ; Version québécoise (VQ) : crédits Blu-ray et Doublage Québec.

## Production

### Genèse et scénario

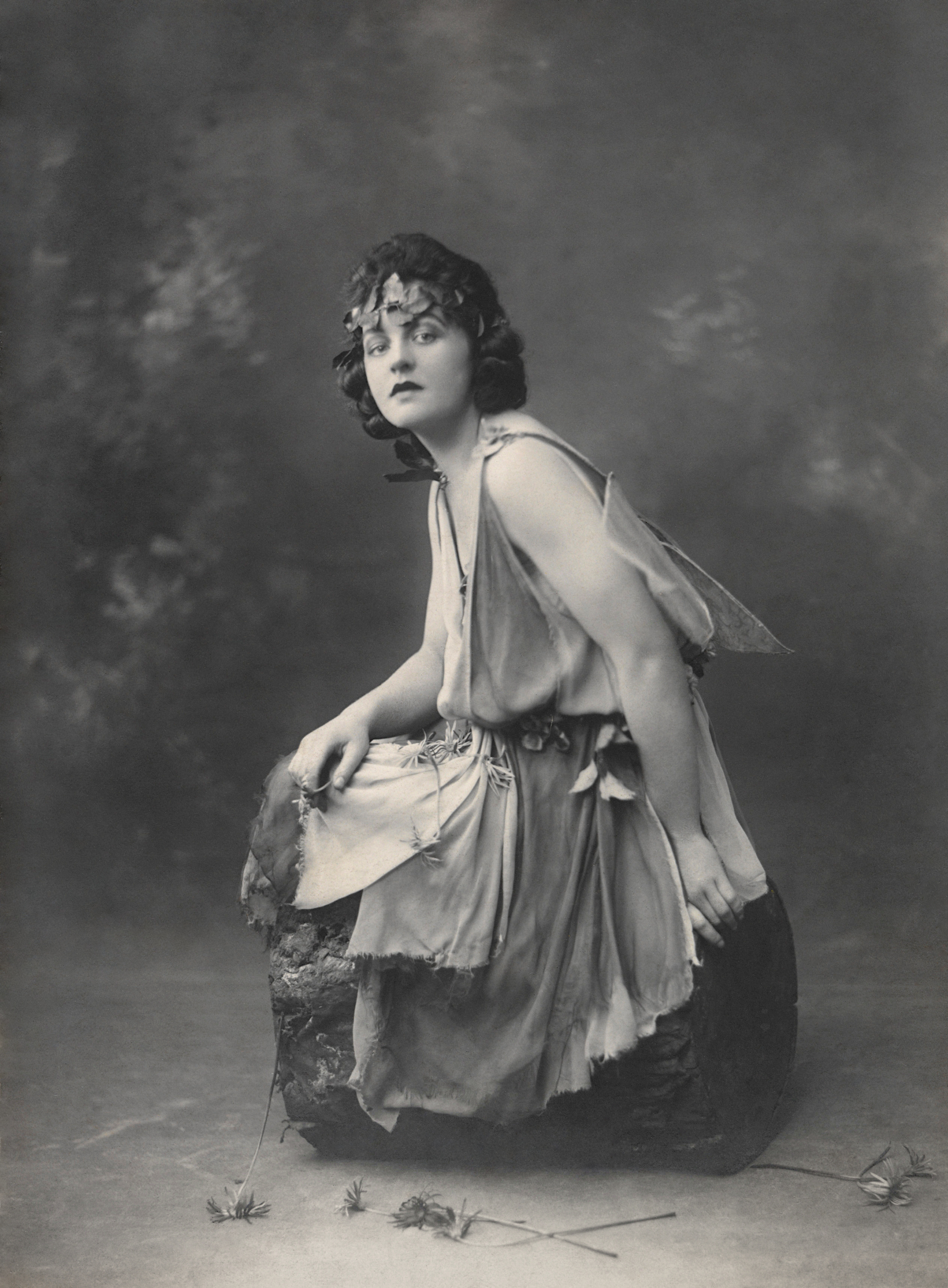
Pamela L. Travers en 1924.

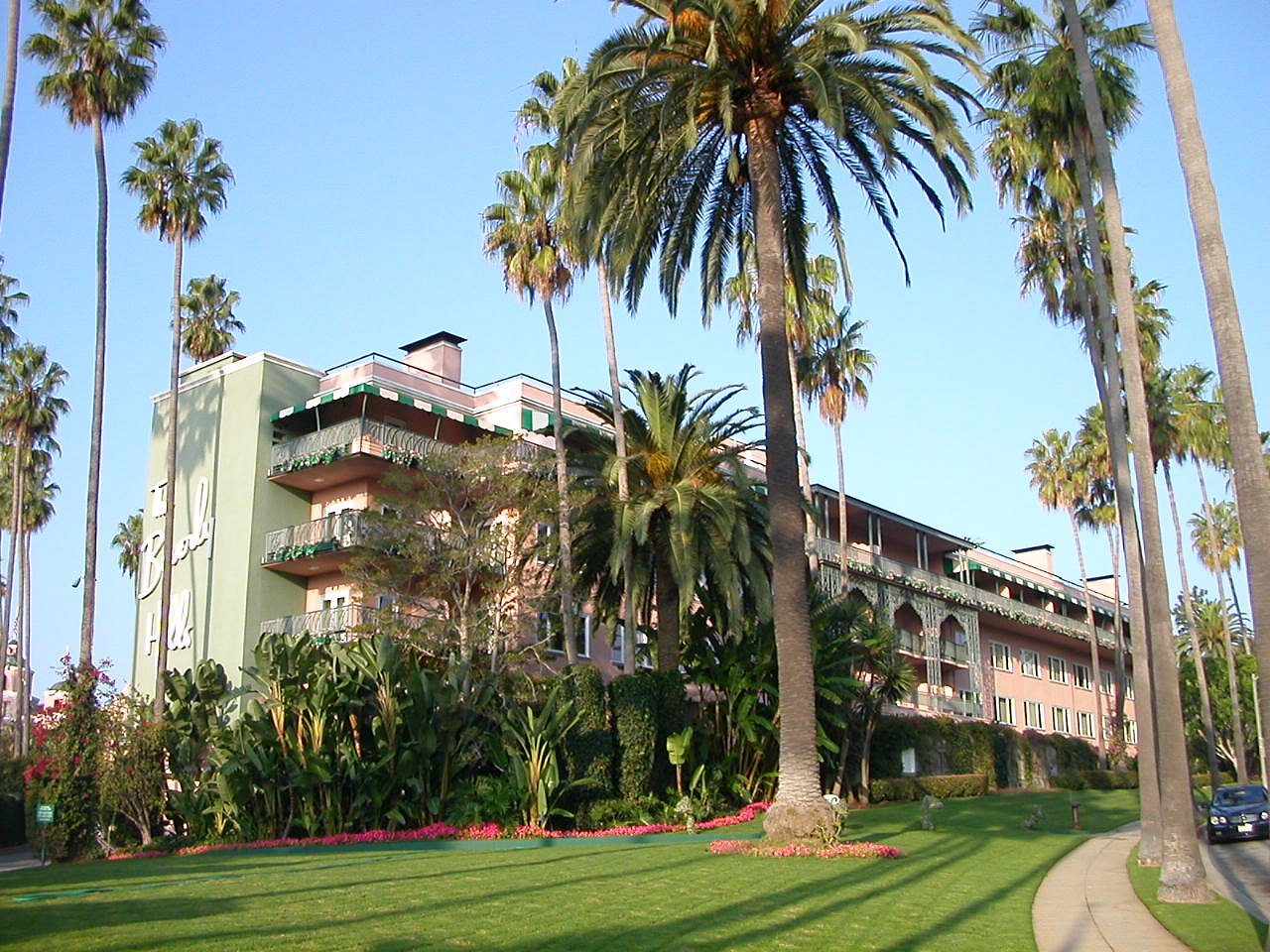
Le Beverly Hills Hotel où réside Pamela L. Travers lors de son séjour.

En 1999, Valerie Lawson écrit la première biographie autorisée de Pamela L. Travers, intitulée Out of the Sky She Came et réédité en 2005 sous le titre Mary Poppins, She wrote. Ce livre permet de découvrir l'auteur alors méconnue.
En 2002, la productrice australienne Ian Collie réalise un documentaire sur Pamela L. Travers intitulé The Shadow of "Mary Poppins". Elle note durant la production « qu'il contient un biopic évident » et convainc le studio Essential Media and Entertainment de développer un long métrage avec Sue Smith comme scénariste. Le projet attire l'attention de BBC Films qui soutient le projet en le finançant tandis qu'Alison Owen, productrice du studio Ruby Films, engage Kelly Marcel comme co-scénariste. Un des premiers travaux de Kelly Marcel supprime la partie du scénario de Smith présentant Pamela L. Travers et son fils adoptif et réorganise le reste en deux parties narratives parallèles, le conflit créatif entre Travers et Walt Disney d'un côté et les rapports de Travers avec son enfance. Mais le scénario revu par Kelly Marcel pose rapidement un problème avec les droits d'auteurs de la musique et des images impossibles à utiliser sans accord de la Walt Disney Company. Collie se souvient « qu'il y avait toujours cet éléphant dans le magasin de porcelaine et c'était Disney. Nous savions que Walt Disney était un personnage clé du film et nous voulions utiliser un peu des musiques du film. Nous savions que nous aurions peut-être à le présenter à Disney. » En attendant de débloquer ce point, le film reste un projet.

En juillet 2011, lors de l'Ischia Film Festival, Alison Owen rencontre le musicien Corky Hale (en) qui propose de présenter le scénario à Richard M. Sherman, l'un des frères Sherman, compositeurs du film Mary Poppins. Richard Sherman lit le scénario et offre son aide aux producteurs. Fin 2011, le scénario de Marcel et Smith est listé par Franklin Leonard dans sa « Liste noire » [des films les plus intéressants pas encore produits]. En novembre 2011, Sean Bailey (en), président des Walt Disney Studios, apprend l'existence du script de Kelly Marcel. Réalisant que le scénario comprend un portrait de Walt Disney, Bailey s'entretient avec les autres directeurs de la société, dont son CEO Robert Iger et Alan F. Horn, président de Walt Disney Studios Entertainment, qui qualifie le film de « dépôt de marque », terme emprunté à Steve Jobs. Les directeurs de Disney ont discuté des choix possibles pour le studio Disney : acheter le script pour arrêter la production, repousser la production du film [de différentes manières] ou coproduire le film. C'est le choix d'une coproduction qui est finalement fait. Au sujet de cette collaboration, John Lee Hancock n'est initialement pas très enthousiaste : 
« Je pensais que le script était un portrait juste de Walt comme un magnat mais aussi comme un artiste et un homme. Mais j'avais peur que cela soit sabré. Je ne pensais pas que le scénario aurait pu être conçu dans les murs de Disney, cela devait être fait en dehors… Je ne peux pas dire qu'il n'y a pas eu de discussion, mais le film que nous avions achevé était le bon. »
— John Lee Hancock, .
Robert Iger approuve le film et contacte par la suite Tom Hanks pour lui proposer le rôle de Walt Disney, ce qui sera la première interprétation du fondateur dans un film. Hanks accepte le rôle y voyant une occasion d'incarner quelqu'un comparable à Picasso ou Chaplin. Tom Hanks s'est rendu plusieurs fois au Walt Disney Family Museum, musée fondé par la famille de Walt Disney, et a rencontré plusieurs anciens employés et membres de leurs familles dont Diane Disney Miller,.
En avril 2012, le studio Disney qui n'a pas réussi à signer avec Meryl Streep pour incarner Pamela L. Travers, finalise alors les négociations avec Emma Thompson. Thompson déclare que c'est l'un des rôles les plus difficiles qu'elle ait joués, décrivant Travers comme une « femme d'une complexité et d'une contradiction à pleurer ». » Elle ajoute dans une autre interview que Travers « a écrit un très bon essai sur la mélancolie car elle était en fait une femme très triste. Elle a eu une enfance très dure, entre l'alcoolisme de son père et la tentative de suicide de sa femme. Je pense qu'elle a passé toute sa vie dans un état totalement inconsolable. Et c'est de là que tout vient. »
Avec Walt Disney Pictures impliqué dans le projet, l'équipe de production a obtenu l'accès aux enregistrements audio de Pamela L. Travers, Walt Disney, Don DaGradi et des frères Sherman réalisés durant les sessions de travail pour Mary Poppins ainsi que la correspondance épistolaire entre Disney et Travers des années 1940 à 1960,. Comme évoqué plus tôt, John Lee Hancock avait des réticences sur l'implication du studio dans le projet craignant qu'il modifie le scénario en faveur de leur fondateur. Mais Kelly Marcel avoue que « le studio Disney n'a pas réellement revu le scénario, tenté d'édulcorer ou changer Walt d'aucune manière que ce soit. » Bien que l'équipe n'ait pas subi d'interférences créatives de la part du studio concernant le portait de Walt Disney, la société Disney a toutefois demandé que soient supprimées toutes scènes d'inhalation de fumée de cigarettes en raison de la politique interne de ne pas présenter de fumeurs directement dans un film produit sous la bannière Disney et ainsi éviter une classification R (Restricted pour laquelle les mineurs doivent être accompagnés) par la Motion Picture Association of America,.

### Tournage et acteurs
Le tournage principal a débuté le 19 septembre 2012, bien que certains plans aient déjà été tournés dans le Queensland en Australie,. Les scènes ont majoritairement été tournées en Californie dans la région de Los Angeles en utilisant les Walt Disney Studios à Burbank, le parc Disneyland à Anaheim, le Big Sky Movie Ranch à Simi Valley, l'arboretum et jardin botanique du comté de Los Angeles à Arcadia et le Grauman's Chinese Theatre sur Hollywood,. Les scènes dans le parc Disneyland ont été tournées tôt le matin et avec des zones délimitées interdites d'accès durant les heures d'ouverture par exemple pour Main Street, USA, le Sleeping Beauty Castle et le King Arthur Carrousel de Fantasyland tandis que les cast members étaient utilisés comme figurants.

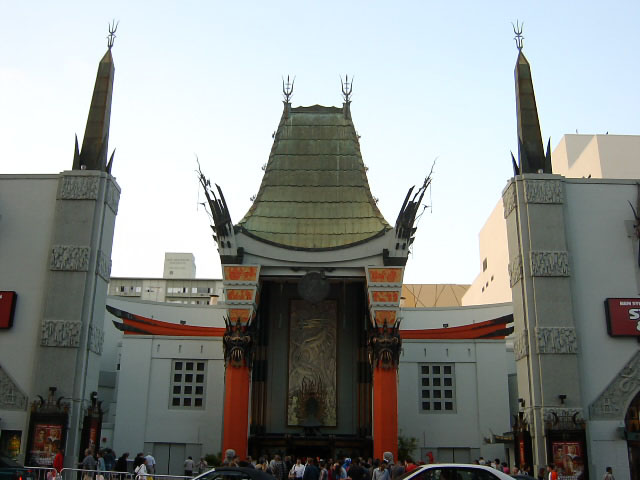
Le Grauman's Chinese Theatre à Los Angeles.

Une des tâches du directeur artistique Michael Corenblith (en) a été de s'assurer qu'aucune attraction construite après 1961 n'apparaisse à l'écran et que les devantures des boutiques de Main Street ressemblent à celles de l'époque,. Une autre tâche a été de recréer le bureau de Walt Disney d'après des photographies et une maquette exposée à la Ronald Reagan Presidential Library,. Pour la reconstitution de la première du film Mary Poppins au Grauman's Chinese Theatre ayant eu lieu le 27 août 1964, les décorateurs ont bloqué le Hollywood Boulevard et modifié la rue et le bâtiment pour leur redonner un aspect proche de celui de 1964.
Emma Thompson a utilisé les enregistrements audio des sessions de développement pour se préparer au rôle et des photographies d'époque pour adopter la coiffure de l'auteur et éviter de porter une perruque. Afin de prendre l'accent du midwest de Walt Disney, Tom Hanks écoutait des archives audio de Disney dans sa voiture et lisait à haute voix des journaux avec cet accent,. Tom Hanks s'est aussi laissé pousser la moustache et la production scrutait régulièrement la pilosité de l'acteur afin d'avoir des dimensions proches de celle de Disney,. Jason Schwartzman et B. J. Novak ont travaillé avec Richard M. Sherman durant la préproduction et le tournage afin d'être au plus près de leurs rôles au point que le compositeur a déclaré que les acteurs étaient parfaits pour jouer les frères Sherman.
Le costumier Daniel Orlandi a pu faire porter à Emma Thompson d'authentiques bijoux prêtés par le Walt Disney Family Museum tandis que les costumes de Walt Disney portés par Tom Hanks arboraient l'emblème du Smoke Tree Ranch de Palm Springs brodé sur ses cravates. Le service des costumes a aussi dû recréer certains costumes de personnages Disney à l'identique des années 1960, ceux-ci ayant depuis évolué.
Le tournage s'est achevé le 22 décembre 2012,, mais quelques éléments ont été conçus en post-production. Walt Disney Animation Studios a recréé une animation de la Fée Clochette afin de l'intégrer à une scène montrant Tom Hanks présentant l'émission Le Monde merveilleux de Disney alors nommée Walt Disney Presents et diffusée sur ABC.

## Accueil

### Accueil critique
Sur l'agrégateur américain Rotten Tomatoes, le film récolte 79 % d'opinions favorables pour 256 critiques. Sur Metacritic, il obtient une note moyenne de 65 sur 100, pour 46 critiques.
En France, le site Allociné propose une note moyenne de 3,5 sur 5, à partir de l'interprétation de critiques provenant de 23 titres de presse.

## Distinctions

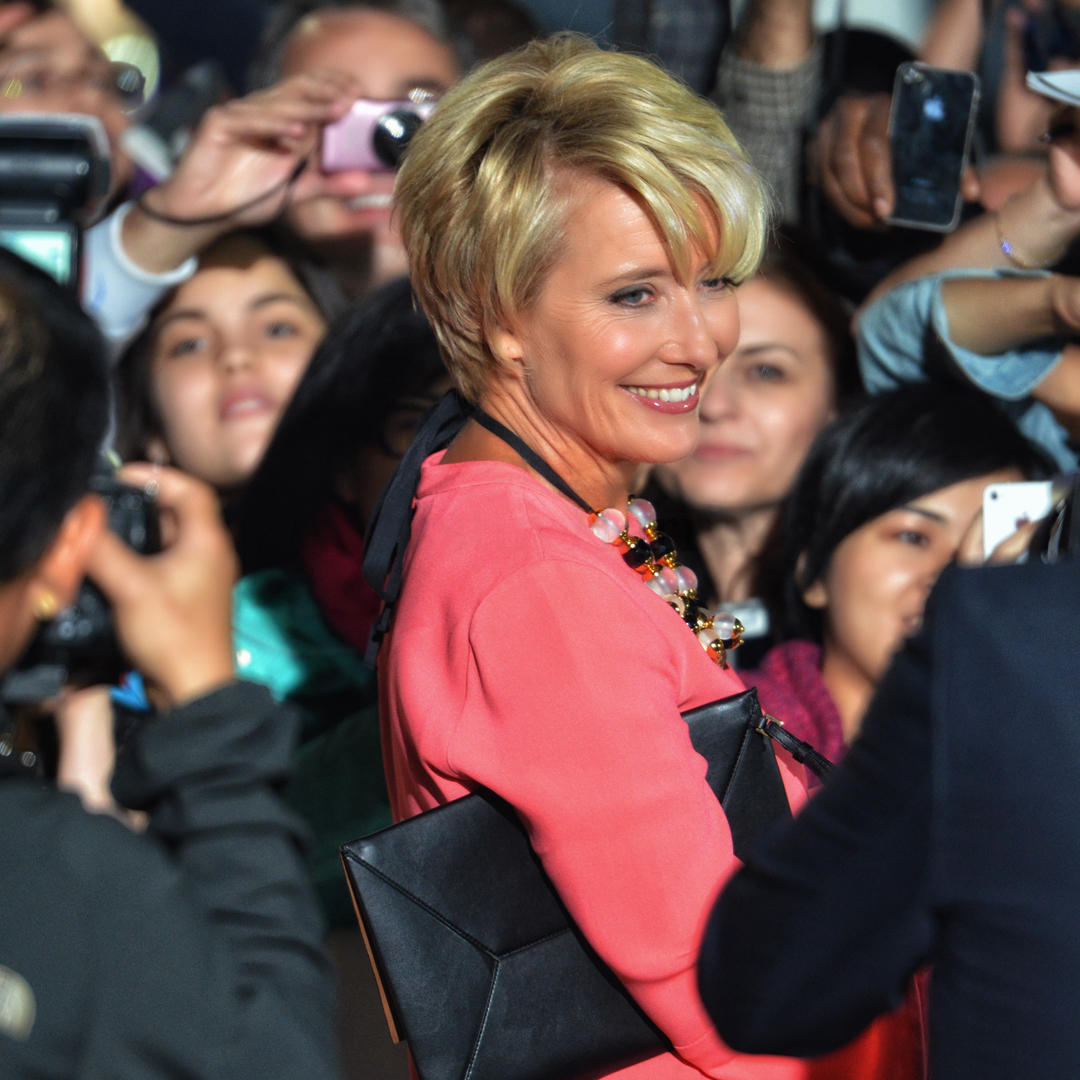
L'actrice principale Emma Thompson, saluée pour sa performance, l'année de sortie du film.

### Récompenses
- American Film Institute Awards 2013 : National Board of Review: Top Ten Films
- Las Vegas Film Critics Society Awards 2013 : 
  - Meilleure actrice pour Emma Thompson
  - Meilleur film de famille
- National Board of Review Awards 2013 : meilleure actrice pour Emma Thompson[51]

- Festival international du film de Palm Springs 2014 : Frederick Loewe Award for Film Composing pour Thomas Newman, Chairman's Award pour Tom Hanks, Creative Impact in Directing Award pour John Lee Hancock
- Empire Awards 2014 : Meilleure actrice pour Emma Thompson

### Nominations et sélections
- AFI Fest 2013
- Festival du film de Londres 2013 : Gala de clôture
- Washington D.C. Area Film Critics Association Awards 2013 :
  - Meilleure actrice pour Emma Thompson
  - Meilleure musique de film pour Thomas Newman

- British Academy Film Awards 2014 :
  - Meilleur film britannique
  - Meilleure actrice pour Emma Thompson
  - Meilleurs costumes pour Daniel Orlandi
  - Meilleure musique de film pour Thomas Newman
  - Meilleur nouveau scénariste, réalisateur ou producteur britannique pour Kelly Marcel (scénariste)
- Critics' Choice Movie Awards 2014 :
  - Meilleur film
  - Meilleur réalisateur pour John Lee Hancock
  - Meilleure actrice pour Emma Thompson
  - Meilleurs costumes pour Daniel Orlandi
  - Meilleur maquillage
  - Meilleure musique de film pour Thomas Newman
- Golden Globes 2014 : Meilleure actrice dans un film dramatique pour Emma Thompson
- Oscars du cinéma 2014 : Meilleure musique de film pour Thomas Newman
- Satellite Awards 2014 :
  - Meilleur film
  - Meilleure actrice pour Emma Thompson
  - Meilleur acteur dans un second rôle pour Tom Hanks
  - Meilleur scénario original pour Kelly Marcel et Sue Smith
  - Meilleure direction artistique
  - Meilleurs costumes
- Screen Actors Guild Awards 2014 : Meilleure actrice pour Emma Thompson

## Analyse

### Inexactitudes historiques
Le film présente plusieurs événements qui s'écartent de la vérité historique présente dans les archives. L'un des éléments majeurs du scénario concerne l'absence d'accord entre le studio Disney et Pamela L. Travers au sujet des droits d'adaptation avec une scène à la fin du film où Walt Disney persuade l'auteur de les lui accorder. Tout cela est imaginaire car le studio avait sécurisé les droits avant que l'auteur ne souhaite devenir consultante sur le scénario,. Cette partie du scénario présente Pamela L. Travers comme parvenant à des rapports amicaux avec Disney et acceptant les modifications de l'histoire. En réalité, elle n'a jamais approuvé la dilution des aspects les plus durs du personnage de Mary Poppins, elle avait un sentiment mitigé à propos de la musique et haïssait l'usage de l'animation,. Walt Disney a rejeté ces objections en citant les points du contrat lui donnant le privilège du montage définitif. Le film achevé, Pamela L. Travers prit contact avec Walt Disney pour faire supprimer les séquences en animation mais Walt Disney rétorqua que « le navire avait largué ses amarres. »
À la fin du film, Pamela L. Travers est montrée comme profondément émue lors de la première du film sans préciser l'origine de ses larmes, la scène précédente montrant des souvenirs de son père, un lien peut être fait avec ces émotions qui resurgissent. Mais plusieurs auteurs notent que la réaction de cette dernière a longtemps été associée à sa colère contre le traitement fait à son personnage,, éprouvant un sentiment de dépossession de l'intégrité artistique de son œuvre au point de ne plus vouloir voir le film durant les 20 années suivantes. Rendue aigrie par la mauvaise adaptation de Disney, Travers n'adressa plus la parole à Disney après la première du film et jura de ne plus autoriser le studio à adapter une seule de ses œuvres quel que soit le format, ce qui incluait la comédie musicale des années 1990. Elle consentit cependant à ce que cette dernière puisse être adaptée à condition que seuls des auteurs britanniques participent à la conception théâtrale.

### Anachronisme
Lorsque Pamela L. Travers pénètre dans sa chambre du Beverly Hills Hotel, celle-ci est remplie de peluches des personnages de l’univers Disney, dont deux peluches de Winnie l'ourson. Se saisissant de l’une d’elles, Pamela lâche même : « Pauvre M. Milne », en référence au créateur du personnage. Or, la scène est censée se dérouler en 1961, alors que le premier film des studios Disney avec Winnie en vedette ne sortira qu’en 1966.